# سیگیل بافومت

نقاشی سفید بر روی سیاه سیگیل بافومت.

نسخهٔ سمائیل/لیلیت.

سیگیل بافومت (به انگلیسی: Sigil of baphomet) یا علامت بافومت یا امضاء بافومت، نماد رسمی کلیسای شیطان است و مجوز حق تکثیر آن نیز تحت اختیار کلیسای شیطان می‌باشد. این علامت، نخستین بار در سال ۱۹۶۸ بر روی جلد عشاء شیطانی، اولین آلبوم صوتی ارائه شده توسط کلیسای شیطان دیده شد و یک سال بعد نیز بر روی جلد انجیل شیطانی چاپ شد.
این نماد شامل یک پنتاگرام (ستاره پنج‌پر) معکوس است. بنابر انجیل شیطانی، ستاره پنج‌پر در ادیان دست راستی، نمادی از سرشت روحانی انسان است که پَر بالای آن، نماد سر انسان و به سمت بالا اشاره می‌کند. پرهای بالای ستاره نیز، سمبل دست‌ها و پرهای پایین آن، سمبل پاهای انسان هستند و هر کدام به سویی اشاره می‌کنند. اما چون شیطان‌پرستی سرشت انسان را شهوانی و غریزه محور می‌داند، بنابراین پنتاگرام را معکوس کرده‌اند و بدین ترتیب پر پایینی آن نماد سر انسان و کاملاً به سوی جنوب است و پرهای پایینی نماد دستها و پرهای بالایی نماد پاهای او هستند. پنتاگرام معکوس، نمادی از قدرت تاریکی و بز نماد شهوت است که در درون پنتاگرام معکوس جا گرفته و شاخ‌هایش در پرهای بالایی و گوش‌هایش در پرهای پایینی و ریش و چانه‌اش در پر پایینی پنتاگرام قرار دارند.

## تاریخچه
تصاویری که قبلاً به عنوان نماد شیطان‌پرستی استفاده می‌شدند، غالباً صلیب معکوس و گاهی نیز تقلید تمسخرآمیز سایر نمادهای مسیحی یا سیکس سیکس اُه سیکس (۶۶۶) بودند. اما تا سال ۱۹۶۶، که کلیسای شیطان توسط انتان لاوی بنیان‌گذاری شد، سر بز داخل یک پنتاگرام معکوس به عنوان نماد شیطان‌گرایی معرفی نشده بود.
پیرامون تاریخچه و منشأ سیگیل بافومت و استفاده از آن در کلیسای شیطان، شایعات و مدعیات بسیاری وجود داشته‌است. قبل از شهرت جهانی کلیسای شیطان — و بعداً انتشار انجیل شیطانی که بز داخل پنتاگرام معکوس را به مردم معرفی کرد — از این گرافیک به عنوان نماد شیطان‌گرایی استفاده نمی‌شد.
اگرچه بحث بر سر معنای لغوی بافومت و اینکه از چه واژه‌ای مشتق شده همچنان ادامه دارد و ظاهراً مدرک روشنی وجود ندارد که ثابت کند نماد فعلی شیطان‌پرستی که امروزه بافومت نامیده می‌شود، دقیقاً به همین ترتیب مشتق شده باشد. حتی اگر هم مدرکی موجود باشد، تا کنون در هیچ انجمن عمومی منتشر نشده‌است.
انتان لاوی هیچ‌وقت ادعا نکرد که خودش مبدع این تصویر است.
شواهد نشان می‌دهند که این تصویر اولین بار در سال ۱۸۹۷ در کتاب لا کلف دی لا ماجی نویر  اثر نجیب‌زاده و علم غیب‌دان فرانسوی استانیسلاس دو گایتا، به چاپ رسید و سپس در کتاب تاریخ مصور جادو و ماوراءالطبیعه  اثر موریس بسی منتشر شد، اگرچه هنوز نام لیلیت و سمائیل در آن موجود نبود.
تصویر گرافیکی در کتاب موریس بسی دارای چنین عنوانی است: عدد ۶۲۴ یا ۶۲۵ در داخل پنتاگرام، که محل ابهام و گمانه‌زنی‌های فراوانی بوده‌است.
در هیچ‌کجای این کتاب، از شماره ۶۲۵، به عنوان سیگیل بافومت یاد نشده‌است.
بعدها و در چاپ جلد واقعی همین کتاب، یک هنرمند، نماد ۶۲۵ را به منزله کلمات لیلیت و سمائیل تعبیر کرد و به این ترتیب، با رنگ سفید، روی جلد سیاه کتاب چاپ شد.
در سیگیل بافومت کنونی نیز، نام‌های لیلیت و سمائیل، دو نماد اهریمنی یهود دیده می‌شوند.

## برابرها
1. ↑  La Clef de la Magie Noire
2. ↑  Stanislas de Guaita
3. ↑  A Pictorial History of Magic and the Supernatural
4. ↑  Maurice Bessy